# 陈钊
陈钊（1996年10月26日—）是一名中国足球运动员，目前担任上海申花门将 。2019年5月1日在足協杯上海申花對陣深圳佳兆業比賽中陳釗首次代表上海申花參加正式比賽。 